# Kompetencje administracyjne
Kompetencje administracyjne – właściwości prawem przypisane organom administracyjnym: uprawnienia lub pełnomocnictwa do załatwiania określonych spraw administracyjnych; także zadania tych organów przewidziane prawem administracyjnym. Nie istnieją organy bez kompetencji. W zakres kompetencji administracyjnych organów administracji mogą wchodzić także zadania obligatoryjne (obowiązki) tychże organów. W literaturze definiowana jest jako zdolność organu administrującego do skonkretyzowanego aktualizowania, w drodze odpowiedniego postępowania, potencjalnego obowiązku działania sformułowanego przez prawo.
Rodzaje kompetencji można określać ze względu na następujące kryteria:
- miejscowe (terytorialne) – organy mają wyznaczony obszar kompetencji (np. centralne, terenowe)
- rzeczowe (podmiotowe) – organy maja określone kategorie spraw, którymi się zajmują (np. ogólne, oświatowe, finansowe)
- instancyjne – w postępowaniu wieloinstancyjnym (wieloszczeblowym) organ ma przewidzianą rolę na określonym etapie postępowania; wieloinstancyjność daje uczestnikom postępowania możliwość odwoływania się od decyzji organu administracyjnego niższego szczebla do właściwego organu szczebla bezpośrednio wyższego.

Wyróżnia się też aspekt procesowy kompetencji administracyjnej. Wyróżnia się kompetencję procesową ogólną (dzięki niej można wyodrębnić takie organy administracyjne, które załatwiają sprawy indywidualne z zakresu administracji publicznej w drodze decyzji administracyjnej), jak i szczególną (zdolność konkretnego organu do załatwienia konkretnej sprawy indywidualnej).
W Polsce organami administracji publicznej o kompetencji procesowej ogólnej są organy administracji rządowej, organy jednostek samorządu terytorialnego oraz inne organy państwowe i inne podmioty, gdy są one z mocy prawa lub na podstawie porozumień powołane do załatwiania spraw indywidualnych w drodze decyzji administracyjnych.
Spośród organów jednostek samorządu gminnego kompetencję procesową mają wójt (burmistrz/Prezydent Miasta), nie ma jej zaś rada gminy. Na poziomie powiatu kompetencje procesową mają starosta i (w wypadkach, kiedy przewidują to przepisy szczególne) zarząd powiatu, z kolei na poziomie samorządu województwa – marszałek województwa i (w wypadkach, kiedy przewidują to przepisy szczególne) zarząd województwa.